# Khaya grandifoliola
Acajou d'Afrique, Acajou du Bénin, Acajou à grandes feuilles
Espèce
Classification phylogénétique
Statut de conservation UICN

 VU  : Vulnérable
Khaya grandifoliola est une espèce de plantes à fleurs de la famille des Meliaceae. C'est un arbre tropical qui est également appelé acajou d'Afrique, acajou du Bénin, acajou à grandes feuilles ou acajou du Sénégal (comme Khaya senegalensis).

## Répartition
On le trouve au Bénin, au Togo, au Nigéria, en Côte d'Ivoire, au Ghana, en Guinée, en République démocratique du Congo, au Soudan et en Ouganda. Il est menacé par la perte d'habitat.

## Utilisations médicales
Dans de nombreux pays souffrant du paludisme, l'extrait de Khaya grandifoliola est utilisé comme remède antipaludique. Des études récentes[Quand ?] montrent que 90% des cas de paludisme dans le monde proviennent d'Afrique subsaharienne. Les habitants de ces régions ont recours aux plantes médicinales pour le traitement, car les ressources médicales alternatives sont souvent faibles ou indisponibles. L'écorce et les graines de K. grandifoliola sont les parties les plus couramment utilisées pour le traitement et sont extraites par infusion ou décoction. Les extraits se sont avérés efficaces pour lutter contre le parasite P. falciparum, l'un des vecteurs du paludisme chez l'homme.
Des extraits de Khaya grandifoliola ont montré une efficacité thérapeutique sur les souris. Une étude a été conçue pour montrer les effets de l'extrait sur les globules rouges et les os de souris pendant 3 semaines et 7 jours. Les doses d'extrait administrées quotidiennement n'ont eu aucun impact sur les taux de mortalité, l'apparence physique ou le comportement des rats. Les résultats de l'expérience ont montré que K. grandifoliola avait un effet positif sur la production de globules rouges et aucun effet réel sur le contenu minéral osseux aux doses thérapeutiques. Des études ont montré que la dose thérapeutique optimale était d'environ 5,5 g / kg de poids corporel.